# Bukhansan
Bukhansan är ett berg i Sydkorea.   Det ligger i provinsen Gyeonggi, i den nordvästra delen av landet, i huvudstaden Seoul. Toppen på Bukhansan är 836 meter över havet.
Terrängen runt Bukhansan är kuperad norrut, men söderut är den platt. Bukhansan är den högsta punkten i trakten. Runt Bukhansan är det mycket tätbefolkat, med 10 000 invånare per kvadratkilometer. Närmaste större samhälle är Seoul, 10,1 km söder om Bukhansan. Runt Bukhansan är det i huvudsak tätbebyggt.